# 游騎兵9號
游騎兵9號的設計是為了以彈道的軌道撞擊月球，並在撞擊前的最後幾分鐘飛行時間內傳送回高解析的月球表面影像。這艘太空船攜帶了6架電視光導攝像管，2架是廣角（F頻道，A和B攝影機），4架是窄視野（P頻道）來完成這些目標。這些攝影機分成兩組或兩個頻道，各自有獨立的電源共應器、計時器和傳輸設備，以最大的可能來獲得高品質的電視影像，每個頻道的影像都由獨立的管道傳送。沒有其它的實驗設備備安裝在這艘太空船上。

## 太空船設計
游騎兵6號、7號、8號、和9號都是屬於游騎兵計畫模組3形式的太空船。這些太空船有一個直徑1.5米的六角形基座，在上面有推進器和動力系統，還有一座截去尖端以安放電視攝影機的圓錐形塔。兩個翼狀的太陽能板，每個寬379毫米、長1,537毫米，由基座相對的兩側向外擴展，跨度為4.6米，一個定向的高增益碟形天線被安裝在基座上遠離太陽能板的一個角上。一個圓柱狀的準靜態無定向天線被安置在錐形塔的頂端。太空船整體的高度是3.6米。
在中途修正與校正航向的推進器推力以肼為燃料，推力為224牛頓，由4片噴流葉片進行向量控制。三軸的定位指向和姿態控制以12個氮氣噴嘴與3個陀螺儀耦合。4個主要的太陽感測器、2個備用的太陽感測器射器，和一個地球感測器。動力由在兩片太陽能板上，陣列面積為2.3平方米的9,792個太陽電池供應，產生的動力為200瓦。兩個功率為1200瓦-小時，電壓26.5伏特的銀鋅-氧電池可以單獨提供分離的通信與電視攝影機的機組運作9小時，兩個1千瓦-小時的銀鋅氧蓄電池儲存太空船運作所需要的電力。
通訊可以經由準靜態無定向的低增益天線和拋物面的高增益天線。太空船的傳輸器包括電視頻道F的959.52百萬赫茲，功率為60瓦；和電視頻道P的960.05百萬赫茲，功率也是60瓦；還有頻道8的960.58百萬赫茲，功率3瓦的傳輸器。電訊設備將照像圖片的訊號轉換為視訊的RF訊號後，由太空船的高增益天線依序傳送。足夠的視頻頻寬使窄視野和廣角的電視圖片影像都可以快速的傳送。

## 任務簡介
擎天神 250D和愛琴娜B-6009助推器在發射時名義上是執行將愛琴娜和游騎兵8號送入高度185公里的地球泊車軌道。愛琴娜再度點燃90秒鐘，將太空船送入轉移至月球的拋射軌道，隨後游騎兵即與愛琴娜分離。發射後的幾分鐘，指令即開使布署太陽能板，姿態控制開始運作，並將通訊從無定向天線切換至高增益天線。計畫中的中途修正從3月22日延遲至3月23日，於12:03UT啟動開始進行。在定位之後，火箭於12:30點燃了31秒，並且再定位，啟動程序在13:30全部完成。
游騎兵9號在1965年3月24日13:31UT抵達月球，最後的調整被實施以使太空船的攝影機都能在最後的航程中獲取更加解像度的照片。在撞擊前的20分鐘，攝影機開始進行了一分鐘的暖機作業。第一張照片於13:49:41，高度2,363公里處拍攝，在最後19分鐘的飛行總共傳送回5,814張反差良好的照片。在撞擊前最後一張照片的解析度達到0.3米。太空船以和月球赤道成-5.6度的進入漸近線直接和月球表面遭遇，軌道平面對月球赤道的傾角是15.6度。在飛行了64.5小時之後，於14:08:19.994 UT撞擊於南緯12.83度，東經357.63度，位於阿方薩斯坑內，撞擊的速度是2.67公里/秒。這艘太空船完美的執行了任務，即時電視傳送覆蓋了即時廣播網路，傳送了許這次飛行中多F-頻道（主要是相機B，但也有A的）的照片。

## 外部連結
- Millions watch space probe crash into Moon （页面存档备份，存于） (BBC News)
- 游騎兵9號的影像 （页面存档备份，存于）
- 撞擊月球：游騎兵計畫的歷史 (PDF) 1977年 （页面存档备份，存于）(英文)